# Shu (Staat)

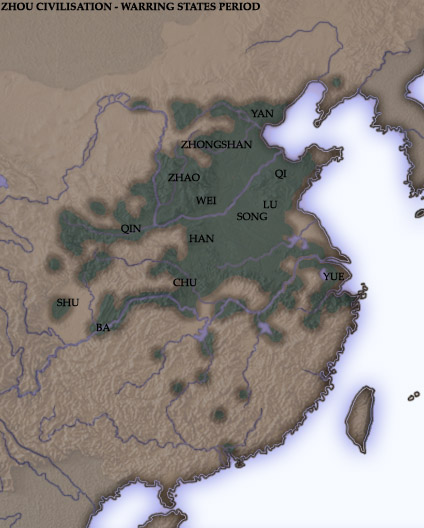
China zur Zeit der Streitenden Reiche

Shǔ (chinesisch 古蜀, Pinyin Gǔ Shǔ – „altes Shu“) ist ein ehemaliger Staat im heutigen Sichuan, China. Shu bezog seine Ressourcen vor allem aus der Chengdu-Ebene, die im zentralen und westlichen Sichuan-Becken sowie im oberen Han-Jiang-Tal liegt. Shu wurde 316 v. Chr. durch Qin erobert. Die Hauptstadt war Chengdu. Später gab es in derselben Gegend nacheinander noch drei weitere Staaten namens Shu.

## Geschichte
Shu wird das erste Mal geschichtlich erwähnt als ein Bündnispartner mit Zhou beim Sturz der Shang-Dynastie und durch die Teilnahme an der Schlacht von Muye. Nach archäologischen Funden zeigte Shu nach Muye eine Kultur mit einer fortgeschrittenen Militärtechnologie, genau wie die Zhou-Staaten. Trotzdem stagnierte Shus Militärtechnologie für die nächsten Jahrhunderte, was durch die fehlende Erwähnung in Geschichtsaufzeichnungen widergespiegelt wird.
Die Legende sagt, dass Shu zunächst von dem mythischen König Duyu und seinem Gefolge regiert wurde. Später wurde Shu von den Kaiming-Königen regiert. Während der zweiten Hälfte der Zeit der Frühlings- und Herbstannalen übernahm Shu zunehmend die Kultur der Chu- und Ba-Kulturen; zum Beispiel kopierte Shu die Praxis der Seebestattung von Ba. Archäologische Beweise zeigen auch, dass sich Shu zudem mit den südlichen Kulturen aus Yunnan und Guizhou austauschte.

## Eroberung durch Qin
Archäologische Funde zeigen, dass in der Zeit der streitenden Reiche einige Shu-Straßen gebaut wurden, die Qin mit Shu verbanden und in dem Qinling-Gebirge und dem Daba-Gebirge durch äußerst schwieriges Gelände führten, über lange Strecken auf Holzbalkons an Felswänden. Obwohl die Legende die Errichtung der ersten Balkonstraße, der Goldochsenstraße dem letzten Kaiming-König (der von den Qin reingelegt wurde) zuordnet, wurden die Straßen wahrscheinlich von den Qin gebaut um ihre Invasion des Sichuan-Beckens vorzubereiten.